# František Horáček (voják)
František Horáček (29. srpna 1891, Sezemice – 29. září 1941, Praha) byl československý voják, brigádní generál a příslušník domácího protinacistického odboje.

## Mládí
Narodil se 29. srpna 1891 v Sezemicích, v okrese Pardubice. Po vystudování vyšší reálky v roce 1911 nastoupil jako externí učitel v Sezemicích a zároveň studoval učitelský ústav v Praze. V říjnu 1912, poté co byl odveden, nastoupil do školy pro záložní důstojníky v Innsbrucku. Po třech měsících byl odeslán do zálohy. V létě 1914 byl po mobilizaci odvelen na ruskou frontu, odkud zraněný odjel v prosinci téhož roku na léčení do Vídně. Po vyléčení byl odeslán na frontu do Rumunska, kde byl v září 1916 zajat. Po vstupu do čs. legií se v roce 1918 účastnil v řadách francouzské armády řady bojů.

## První republika
Po návratu do Československa se účastnil bojů o Těšínsko. V letech 1919–20 již jako voják z povolání pracoval jako referent na MNO. Od roku 1921 působil v různých funkcích dělostřeleckého vojska; jako velitel dělostřeleckého pluku v Litoměřicích, v Bratislavě a v hodnosti plukovníka ve funkci velitele dělostřeleckého pluku v Brně. Od konce roku 1936 působil ve funkci velitele polní dělostřelecké brigády a od roku 1937, již v hodnosti brigádního generála velel dělostřelectvu u 8. pěší divize.

## Po okupaci
Po německé okupaci se stal jedním z vedoucích funkcionářů odbojové organizace Obrana národa. Působil ve funkci velitele I. pražského kraje a zároveň dohlížel na součinnost vojenských a civilních složek odboje v prostoru Praha-východ. Koncem roku 1940 byl nucen odejít do ilegality a skrývat se.
Dne 8. září 1941 byl v Praze zatčen a 29. září 1941 po vyhlášení stanného práva popraven.

## Po válce

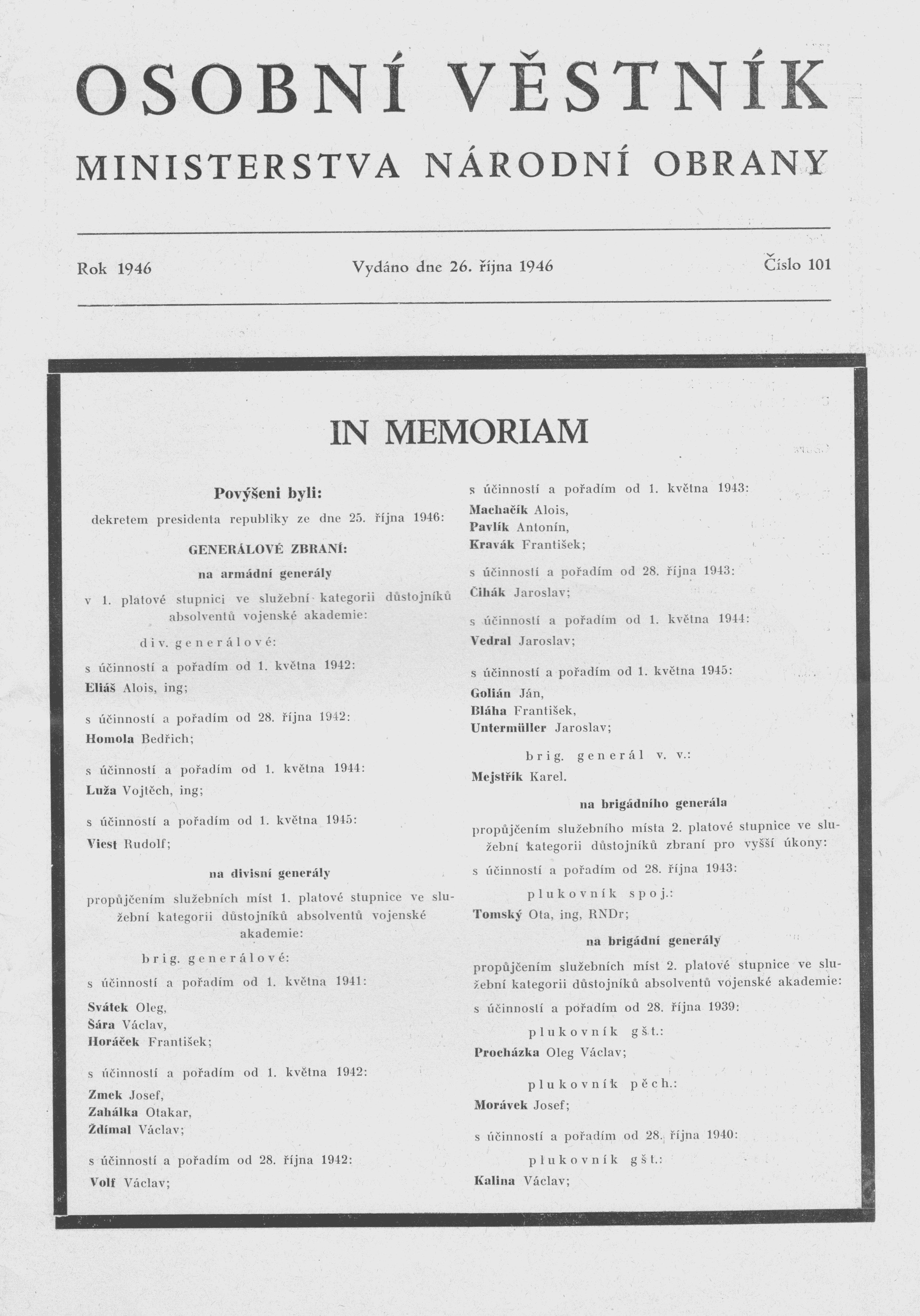
Osobní věstník MNO číslo 101 ze dne 26. října 1946 titulní strana – povýšení do hodnosti divizního generála

Po válce byl in memoriam povýšen do hodnosti divizního generála. Jeho jméno se nachází na památníku na Olšanech, na pamětní desce v kostele sv. Fabiána a Šebestiána v Praze a na památníku v Sezemicích.

## Vyznamenání
- Československý válečný kříž 1914–1918
- Československá revoluční medaile
- Československá medaile Vítězství
- Médaille commémorative de la guerre 1914-1918[1]
- Médaille commémorative de la bataille de Verdun[2]
- Československý válečný kříž 1939 (in memoriam)